# Hotel Lorensberg
Hotel Lorensberg är ett hotell  på Berzeliigatan 15 i stadsdelen Lorensberg i Göteborg. 
Huset ritades av firman Hjalmar Zetterström & Johnson och byggdes 1907. Hotellverksamhet startades i slutet av 1930-talet av familjen Landdal som bodde på femte våningen i fastigheten. Till en början hyrde de ut rum med frukost, vilket senare utvecklades till en fullvärdig hotellverksamhet. Familjen Lind köpte fastigheten och verksamheten 1972. Några år senare köpte familjen även grannfastigheten, Berzeliigatan 17, och gjorde en omfattande ombyggnation i samband med köpet. I dag är Magnus Lind ensam ägare för hela verksamheten. 

## Väggmålningar av Lars Gillis
I hotellets korridorer, foajé och frukostmatsal finns över 100 väggmålningar av konstnären Lars Gillis. Väggmålningarna ger hotellet en personlig prägel och bidrar mycket till dess hemtrevliga atmosfär.  
Lars Gillis jobbade med väggmålningarna sporadiskt mellan 1982 och 2006. Det finns stora fondväggar likväl som mindre målningar på alla våningar, inklusive entrévåningen. Motiven är natur, djur och människor i en miljö inspirerad av Göteborgs skärgård.